# Blackfordia polytentaculata
Blackfordia polytentaculata är en nässeldjursart som beskrevs av Hsu och Chang 1962. Blackfordia polytentaculata ingår i släktet Blackfordia och familjen Blackfordiidae. Inga underarter finns listade i Catalogue of Life.